# ايشيباشي (توتشيغي)
إيشيباشي (باليابانية:石橋町؛ وتلفظ: إيشيباشي-تشو) هي بلدة تقع في مقاطعة شيموتسوغا، محافظة توشيغي في اليابان.
مساحتها (22.43 كلم2) وعدد سكانها عام 2003، بلغ (20,283 نسمة) بكثافة سكانية تصل إلى (904.28 شخص/كلم2).
في 10 يناير 2006، تم دمج بلدة إيشيباشي وبلدة ميناميكاواتشي (من مقاطعة كاواتشي) وبلدة كوكوبونجي (من مقاطعة شيموتسوغا) معاً وتكوين مدينة جديدة باسم شيموتسوكي.

## اقرأ ايضاً
- مدن اليابان
- مدن اليابان الخاصة
- مقاطعات اليابان

## روابط خارجية
- الموقع الرسمي لمدينة شيموتسوكي (باللغة اليابانية).